# Money in the Bank (2013)
Money in the Bank (2013) là một sự kiện pay-per-view (PPV) đấu vật chuyên nghiệp sản xuất bởi WWE, diễn ra ngày 14 tháng 7 năm 2013 tại Wells Fargo Center ở Philadelphia, Pennsylvania. Đây là sự kiện thứ tư của Money in the Bank. Sự kiện nhận được 199.000 lượt mua, tăng lên so với sự kiện năm trước là 188.000. Sự kiện đánh dấu sự trở lại của Rob Van Dam, đô vật có trận đấu WWE đầu tiên kể từ Royal Rumble 2009.

## Kết quả
| #                                                                                     | Kết quả | Thể loại                                                                                 | Thời gian |
| ------------------------------------------------------------------------------------- | --- | ---------------------------------------------------------------------------------------- | --------- |
| 1P                                                                                    | The Shield (Roman Reigns và Seth Rollins) (c) đánh bại The Usos (Jey Uso và Jimmy Uso)                                                               | Trận đấu đồng đội tranh đai WWE Tag Team Championship                                    | 14:46     |
| 2                                                                                     | Damien Sandow đánh bại Antonio Cesaro, Cody Rhodes, Dean Ambrose, Fandango (cùng với Summer Rae), Jack Swagger (cùng với Zeb Colter) và Wade Barrett | Trận đấu thang Money in the Bank tranh hợp đồng tranh đai World Heavyweight Championship | 16:24     |
| 3                                                                                     | Curtis Axel (c) (cùng với Paul Heyman) đánh bại The Miz                                                                                              | Trận đấu đơn tranh đai WWE Intercontinental Championship                                 | 9:19      |
| 4                                                                                     | AJ Lee (c) (cùng với Big E Langston) đánh bại Kaitlyn (cùng với Layla) bằng đòn khóa                                                                 | Trận đấu đơn tranh đai WWE Divas Championship                                            | 7:01      |
| 5                                                                                     | Ryback đánh bại Chris Jericho | Trận đấu đơn                                                                             | 11:19     |
| 6                                                                                     | Alberto Del Rio (c) đánh bại Dolph Ziggler bằng luật chống phạm quy                                                                                  | Trận đấu đơn tranh đai World Heavyweight Championship                                    | 14:29     |
| 7                                                                                     | John Cena (c) đánh bại Mark Henry bằng đòn khóa | Trận đấu đơn tranh đai WWE Championship                                                  | 14:42     |
| 8                                                                                     | Randy Orton đánh bại Christian, CM Punk, Daniel Bryan, Rob Van Dam và Sheamus                                                                        | Trận đấu thang Money in the Bank tranh hợp đồng tranh đai WWE Championship               | 26:38     |
| - (c) – chỉ người vô địch bước vào trận đấu - P – chỉ trận đấu diễn ra trong pre-show | |                                                                                          |           |

## Nhân sự trên màn ảnh khác
| Bình luận viên - Jerry Lawler - Michael Cole - John Bradshaw Layfield Ring announcer - Tony Chimel (Kickoff show) - Justin Roberts - Lilian Garcia | Pre-Show Panel - Josh Mathews - Big Show - Kofi Kingston - Vickie Guerrero Trọng tài - Rod Zapata - Mike Chioda - Justin King - Ryan Tran - Chad Patton - John Cone - Scott Armstrong |